# Пижма (приток Вятки)
Пи́жма (луговомар. Пижме) — река в Нижегородской и Кировской областях России, правый приток Вятки (бассейн Волги).
Длина — 305 км, площадь бассейна — 14 660 км². Среднегодовой расход воды — 90 м³/с. Замерзает в середине ноября, вскрывается во 2-й половине апреля. Питание главным образом снеговое. Впадает в Вятку в 400 км от её устья.
Название происходит от луговомар. Пижмы — «вязкий», поскольку река извилиста, илиста и течёт в болотистой местности.
Берега невысокие, но крутые и большей частью лесисты. Пижма берёт начало в болотах к северу от посёлка Пижма в Нижегородской области близ границы с Кировской областью. Течёт на восток по равнинной местности, русло крайне извилистое, течение слабое. Принимает многочисленные притоки как слева так и справа.
Основные притоки: Сюзюм, Юма, Боковая — левые; Ошма, Ярань, Иж, Немда — правые.
На правом берегу Пижмы за несколько километров до её впадения в Вятку расположен город Советск.

## Судоходство
Пижма была судоходна на последних 100 километрах течения, однако в настоящее время река сильно обмелела.
Тем не менее, река Пижма входит в перечень внутренних водных путей Российской Федерации на 132 км от устья до автомобильного моста по автодороге Р-176 (автодорога «Вятка»).
Но, согласно п. 4.4 Правил пользования водными объектами для плавания на маломерных судах в Кировской области, запрещено плавание самоходных маломерных судов по рекам Пижма и Немда, за исключением маломерных судов государственных органов, осуществляющих полномочия по охране окружающей среды, охране, контролю и регулированию использования природных ресурсов.

## Пижма в истории
В среднем течении реки Пижмы находятся Еманавеский и Покстинский древнерусские могильники XII—XIV веков.

## Притоки (км от устья)
- 9 км: река Немда (пр)
- 44 км: река Пижанка (лв)
- 50 км: река Шуга (в водном реестре — река без названия, пр)
- 64 км: река Кушмара (лв)
- 67 км: река Иж (пр)
- 76 км: река Змеевка (пр)
- 85 км: река Шуван (Шуан) (лв)
- 91 км: река Ярань (пр)
- 116 км: река Тужа (пр)
- 132 км: река Аржамакша (лв)
- 134 км: река Тула (лв)
- 145 км: река Идоморка (пр)
- 147 км: река Боковая (лв)
- 154 км: река Шудумка (пр)
- 168 км: река Каменка (лв)
- 173 км: река Ир (лв)
- 178 км: река Ошма (пр)
- 184 км: река Юма (лв)
- 195 км: река Унжа (пр)
- 201 км: река Сюзюм (лв)
- 210 км: река Пуетка (лв)
- 213 км: река Юрика (пр)
- 231 км: река Лукшанка (лв)
- 238 км: река Альца (лв)
- 243 км: река Малый Вахтан (лв)
- 256 км: река Шайга (лв)
- 260 км: река Пинал (лв)
- 262 км: река Липача (лв)
- 268 км: река Курнуж (лв)
- 276 км: река Луговка (пр)
- 282 км: река Икра (пр)

## Пристани
- Советск
- Борок
- Обухово
- Вынур
- Покста
- Яранский тракт